# Saint-Martin-du-Clocher
 Saint-Martin-du-Clocher  es una población y comuna francesa, en la región de Poitou-Charentes, departamento de Charente, en el distrito de Angoulême y cantón de Villefagnan.

## Demografía
| 207 | 188 | 136 | 137 | 131 | 139 |
| Para los censos de 1962 a 1999 la población legal corresponde a la población sin duplicidades (Fuente: INSEE [Consultar]) |     |     |     |     |     |